# José del Castillo (futbolista)
José del Castillo Burga (Lima, 10 de mayo de 1943-4 de febrero de 2023) fue un futbolista peruano que destacó en la década de 1960 y 1970. Era reconocido por su polifuncionalidad en el ataque, ya que se desempeñaba perfectamente ya sea como delantero o centrocampista donde fue un gran pasador. Conocido popularmente como Pepe o el Zorro Plateado. 
Es uno de los referentes y goleadores históricos del Sporting Cristal, equipo en el que jugó catorce temporadas y con el que obtuvo cuatro títulos de la primera división del Perú.
Fue internacional con la selección de fútbol del Perú en trece oportunidades y anotó un gol. Integró el seleccionado peruano que clasificó para la Copa Mundial de Fútbol de 1970, en que su selección avanzó hasta cuartos de final. Falleció a los setenta y nueve años.

## Trayectoria
Pepe nació en Breña, en el seno de una familia peruana promedio. Desde pequeño conoció a Julio Meléndez, quien más tarde serían compañeros de selección, ya que vivían en el mismo vecindario.
Del Castillo hizo su debut profesional en 1960 jugando como extremo derecho del Centro Iqueño, ese año fue una de las revelaciones del campeonato peruano. Pepe destacó por su inteligencia, su llegada al área rival y de mucha técnica en el remate. 
En 1961 pasó al Sporting Cristal e integró una recordada delantera junto a reconocidos futbolistas como Alberto Gallardo y Faustino Delgado. Ese año obtuvo su primer título nacional al consagrarse campeón luego de derrotar en la final nacional al Alianza Lima por 2-0.
Algunos entrenadores, como los brasileños Yaldo Barbalho y Didí, y el mismo «Tano» Bártoli solían utilizar a Del Castillo como centrocampista, de ataque, pues por su movilidad se adaptaba bien al puesto.

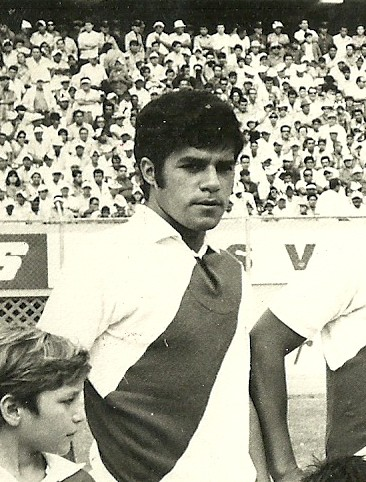
José del Castillo

Formó uno de los mejores mediocampos a finales de los años sesenta junto a Ramón Mifflin y Alfredo Quesada. Una de sus mejores temporadas fue la de 1967, en donde anotó en 9 ocasiones el arco rival, en 1968 se consolidó como uno de los mejores atacantes del fútbol peruano. Del Castillo fue una de las figuras de Cristal de ese año, aunque se perdió por lesión la final nacional contra el Juan Aurich y en que ganaron los celestes 2-1.
En 1970 logró un nuevo campeonato nacional luego de superar en el último partido al Juan Juan Aurich por 4-2, donde se hizo presente en este partido al anotar el transitorio 2-1 para su equipo, Del Castillo ganó así su tercer título compartiendo equipo con otros mundialistas  de 1970 como Luis Rubiños, Orlando de La Torre, Eloy Campos, Ramón Mifflin y Alberto Gallardo.
En 1972 logró su cuarto campeonato con el cuadro rimense, luego de empatar el último encuentro con el Defensor Lima, precisamente con un gol suyo, ese año marcó 11 goles. Fue en 1974 que anotaría la mayor cantidad de goles con el cuadro cervecero: 13 goles, esto le valió para ser contratado en el fútbol mexicano.

## México
Para la temporada 1975 fue contratado por los Tiburones Rojos de Veracruz, en donde mostró algo de su clase de la cual venía precedido. Más sin embargo nunca obtuvo la adaptación total en el Futbol mexicano y al terminar el campeonato en esa temporada, anunció su retiro profesional y se regresó a su patría.
Sumando torneos nacionales y Copa Libertadores con el cuadro rimense anotó un total de 80 goles, siendo uno de los 10 goleadores históricos del club.

## Entrenador
Tuvo también una faceta como entrenador donde dirigió a Sporting Cristal en las categorías menores, luego en el primer equipo desde agosto de 1985 hasta fines de ese año.
Fue asistente técnico de Moises Barack en la selecciòn peruana en 1985. Asimismo, estuvo en Defensor Lima, en 1989, donde obtuvo el Torneo Plácido Galindo.

## Fallecimiento
En las últimas tres décadas, radicó en Italia, donde enseñaba fútbol a los niños. En febrero de 2023, fallece por problemas cardíacos. Vía redes sociales, el club rímense expresó sus condolencias por la muerte del exjugador.

## Selección peruana
Fue internacional con la selección de fútbol de Perú desde 1965 a 1970 en los que jugó 13 partidos. Fue convocado por Didí a la selección para la Copa Mundial de Fútbol de 1970. Su partido más recordado fue el amistoso Perú-Bulgaria del 24 de febrero de 1970 en Lima terminado 5-3, en donde le bastaron 45 minutos para ganarse un puesto en el seleccionado definitivo rumbo a México 70.

### Participaciones en Copas del Mundo
| Mundial                        | Sede   | Resultado        |
| ------------------------------ | ------ | ---------------- |
| Copa Mundial de Fútbol de 1970 | México | Cuartos de final |

## Clubes

### Como futbolista
| Club             | País   | Año       |
| ---------------- | ------ | --------- |
| Centro Iqueño    | Perú   | 1960      |
| Sporting Cristal | Perú   | 1961-1974 |
| Veracruz         | México | 1975-1976 |

### Como entrenador
| Club                | País | Año       |
| ------------------- | ---- | --------- |
| Sporting Cristal    | Perú | 1985      |
| Hijos de Yurimaguas | Perú | 1988      |
| Defensor Lima       | Perú | 1989      |
| Alianza Atlético    | Perú | 1989-1990 |

## Estadísticas

### Sporting Cristal
| Club                    | Div.       | Temporada  | Liga  | Liga  | Copa Libertadores | Copa Libertadores | Total | Total | Media goleadora |
| Club                    | Div.       | Temporada  | Part. | Goles | Part.             | Goles             | Part. | Goles | Media goleadora |
| ----------------------- | ---------- | ---------- | ----- | ----- | ----------------- | ----------------- | ----- | ----- | --------------- |
| Sporting Cristal · Perú | 1.ª        | 1961-1974  | 190   | 74    | 29                | 6                 | 219   | 80    | 0.37            |
| Total club              | Total club | Total club | 190   | 74    | 29                | 6                 | 219   | 80    | 0.37            |

## Palmarés

### Como futbolista

#### Campeonatos nacionales
| Título                    | Club             | País | Año  |
| ------------------------- | ---------------- | ---- | ---- |
| Primera división del Perú | Sporting Cristal | Perú | 1961 |
| Primera división del Perú | Sporting Cristal | Perú | 1968 |
| Primera división del Perú | Sporting Cristal | Perú | 1970 |
| Primera división del Perú | Sporting Cristal | Perú | 1972 |

#### Campeonatos regionales
| Título               | Club             | País | Año  |
| -------------------- | ---------------- | ---- | ---- |
| Torneo Metropolitano | Sporting Cristal | Perú | 1972 |

### Como entrenador

#### Campeonatos nacionales
| Título                 | Club          | País | Año  |
| ---------------------- | ------------- | ---- | ---- |
| Torneo Plácido Galindo | Defensor Lima | Perú | 1989 |